# Campionati del mondo di ciclismo su pista - Mezzofondo maschile
Il mezzofondo maschile è stato una delle prove inserite nel programma dei campionati del mondo di ciclismo su pista. Corso fin dalla terza edizione dei campionati, nel 1895, fu riservato ai professionisti fino al 1992, mentre dall'edizione 1993, con l'unificazione delle categorie dilettanti e professionisti, si tenne come evento open. Dopo il 1994 venne tolto dal programma dei campionati.

## Albo d'oro
Aggiornato all'edizione 1994.
| Anno    | Vincitore                                           | Secondo               | Terzo               |
| ------- | --------------------------------------------------- | --------------------- | ------------------- |
| 1895    | Jimmy Michael                                       | Henry Luyten          | Hans Hofmann        |
| 1896    | Arthur Adalbert Chase                               | Jack William Stocks   | Franz Gerger        |
| 1897    | Jack Williams Stock                                 | Arthur Adalbert Chase | Fred Armstrong      |
| 1898    | Richard Palmer                                      | non assegnato         | non assegnato       |
| 1899    | Harry Gibson                                        | Hugh McLean           | Ken Boake           |
| 1900    | Costant Huret                                       | Edouard Taylor        | Émile Bouhours      |
| 1901    | Thaddäus Robl                                       | Piet Dickentman       | Fritz Ryser         |
| 1902    | Thaddäus Robl                                       | Émile Bouhours        | Edouard Taylor      |
| 1903    | Piet Dickentman                                     | Thaddäus Robl         | Alfred Görnemann    |
| 1904    | Robert Walthour                                     | Cesar Simar           | Arthur Vanderstuyft |
| 1905    | Robert Walthour                                     | Paul Guignard         | Piet Dickentman     |
| 1906    | Louis Darragon                                      | Arthur Vanderstuyft   | Jules Schwitzgübel  |
| 1907    | Louis Darragon                                      | Charles Verbist       | Georges Parent      |
| 1908    | Fritz Ryser                                         | Eugenio Bruni         | Arthur Vanderstuyft |
| 1909    | Georges Parent                                      | Louis Darragon        | Nat Butler          |
| 1910    | Georges Parent                                      | Leon Vanderstuyft     | Robert Walthour     |
| 1911    | Georges Parent                                      | Louis Darragon        | Jimmy Moran         |
| 1912    | George Wiley                                        | Elmer Collins         | Jimmy Moran         |
| 1913    | Paul Guignard                                       | Jules Miquel          | Richard Scheuermann |
| 1914-19 | Non disputata a causa della prima guerra mondiale   |                       |                     |
| 1920    | Georges Sérès                                       | Victor Linart         | Paul Suter          |
| 1921    | Victor Linart                                       | Paul Suter            | Paul Guignard       |
| 1922    | Leon Vanderstuyft                                   | Paul Suter            | Gustave Ganay       |
| 1923    | Paul Suter                                          | Leon Parisot          | Karl Wittig         |
| 1924    | Victor Linart                                       | Georges Sérès         | Leopoldo Torricelli |
| 1925    | Robert Grassin                                      | Jan Snoek             | Georges Sérès       |
| 1926    | Victor Linart                                       | Gustave Ganay         | Paul Suter          |
| 1927    | Victor Linart                                       | Paul Krewer           | Walter Sawall       |
| 1928    | Walter Sawall                                       | Henri Breau           | Victor Linart       |
| 1929    | Georges Paillard                                    | Victor Linart         | Paul Krewer         |
| 1930    | Erich Möller                                        | Georges Paillard      | Robert Grassin      |
| 1931    | Walter Sawall                                       | Erich Möller          | Victor Linart       |
| 1932    | Georges Paillard                                    | Walter Sawall         | Erich Möller        |
| 1933    | Charles Lacquehay                                   | Franco Giorgetti      | Erich Metze         |
| 1934    | Erich Metze                                         | Paul Krewer           | Edoardo Severgnini  |
| 1935    | Charles Lacquehay                                   | Erich Metze           | Georges Ronsse      |
| 1936    | André Raynaud                                       | Charles Lacquehay     | Georges Ronsse      |
| 1937    | Walter Lohmann                                      | Ernest Terreau        | Adolf Schön         |
| 1938    | Erich Metze                                         | Walter Lohmann        | Edoardo Severgnini  |
| 1939-45 | Non disputata a causa della seconda guerra mondiale |                       |                     |
| 1946    | Elia Frosio                                         | Jacques Besson        | Louis Chaillot      |
| 1947    | Raoul Lesueur                                       | Jean-Jacques Lamboley | Jan Pronk           |
| 1948    | Jean-Jacques Lamboley                               | Elia Frosio           | August Meuleman     |
| 1949    | Elia Frosio                                         | Jan Pronk             | Raoul Lesueur       |
| 1950    | Raoul Lesueur                                       | Jan Pronk             | Georges Sérès jr.   |
| 1951    | Jan Pronk                                           | André Lilisert        | Henri Lemoine       |
| 1952    | Adolf Verschueren                                   | Walter Lohmann        | Henri Lemoine       |
| 1953    | Adolf Verschueren                                   | Roger Queugnet        | Henri Lemoine       |
| 1954    | Adolf Verschueren                                   | Jan Pronk             | Joe Bunker          |
| 1955    | Guillermo Timoner                                   | Walter Bucher         | Giuseppe Martino    |
| 1956    | Graham French                                       | Guillermo Timoner     | Walter Bucher       |
| 1957    | Paul Depaepe                                        | Walter Bucher         | Graham French       |
| 1958    | Walter Bucher                                       | Guillermo Timoner     | Wout Wagtmans       |
| 1959    | Guillermo Timoner                                   | Walter Bucher         | Norbert Koch        |
| 1960    | Guillermo Timoner                                   | Martin Wierstra       | Norbert Koch        |
| 1961    | Karl-Heinz Marsell                                  | Paul Depaepe          | Max Meier           |
| 1962    | Guillermo Timoner                                   | Paul Depaepe          | Leo Wickhihalder    |
| 1963    | Leo Proost                                          | Paul Depaepe          | Robert Varnajo      |
| 1964    | Guillermo Timoner                                   | Leo Proost            | Karl-Heinz Marsell  |
| 1965    | Guillermo Timoner                                   | Romain De Loof        | Jacob Oudkerk       |
| 1966    | Romain De Loof                                      | Ehrenfried Rudolph    | Leo Proost          |
| 1967    | Leo Proost                                          | Romain De Loof        | Domenico De Lillo   |
| 1968    | Leo Proost                                          | Piet de Wit           | Ehrenfried Rudolph  |
| 1969    | Jacob Oudkerk                                       | Theo Verschueren      | Domenico De Lillo   |
| 1970    | Ehrenfried Rudolph                                  | Theo Verschueren      | Piet de Wit         |
| 1971    | Theo Verschueren                                    | Jacob Oudkerk         | Domenico De Lillo   |
| 1972    | Theo Verschueren                                    | Cees Stam             | Dieter Kemper       |
| 1973    | Cees Stam                                           | Piet de Wit           | Christian Raymond   |
| 1974    | Cees Stam                                           | Theo Verschueren      | Attilio Benfatto    |
| 1975    | Dieter Kemper                                       | Cees Stam             | Jean Breuer         |
| 1976    | Wilfried Peffgen                                    | Cees Stam             | Walter Avogadri     |
| 1977    | Cees Stam                                           | Wilfried Peffgen      | Pietro Algeri       |
| 1978    | Wilfried Peffgen                                    | Martin Venix          | Cees Stam           |
| 1979    | Martin Venix                                        | Wilfried Peffgen      | Cees Stam           |
| 1980    | Wilfried Peffgen                                    | non assegnato         | Bruno Vicino        |
| 1981    | René Kos                                            | Bruno Vicino          | Wilfried Peffgen    |
| 1982    | Martin Venix                                        | Wilfried Peffgen      | Bruno Vicino        |
| 1983    | Bruno Vicino                                        | René Kos              | Martin Havik        |
| 1984    | Horst Schütz                                        | Max Hürzeler          | Constant Tourné     |
| 1985    | Bruno Vicino                                        | Danny Clark           | Werner Betz         |
| 1986    | Bruno Vicino                                        | Constant Tourné       | Giovanni Renosto    |
| 1987    | Max Hürzeler                                        | Danny Clark           | Werner Betz         |
| 1988    | Danny Clark                                         | non assegnato         | Walter Brugna       |
| 1989    | Giovanni Renosto                                    | Walter Brugna         | Torsten Rellensman  |
| 1990    | Walter Brugna                                       | Peter Steiger         | Danny Clark         |
| 1991    | Danny Clark                                         | Peter Steiger         | Arno Küttel         |
| 1992    | Peter Steiger                                       | Jens Veggerby         | Antonio Fanelli     |
| 1993    | Jens Veggerby                                       | Roland Königshofer    | Carsten Podlesch    |
| 1994    | Carsten Podlesch                                    | Roland Königshofer    | Alessandro Tresin   |

## Medagliere
| Pos.   | Nazione          | Oro | Argento | Bronzo | Totale |
| ------ | ---------------- | --- | ------- | ------ | ------ |
| 1      | Francia          | 18  | 18      | 17     | 53     |
| 2      | Belgio           | 15  | 17      | 11     | 43     |
| 3      | Paesi Bassi      | 9   | 14      | 10     | 33     |
| 4      | Germania         | 9   | 7       | 10     | 26     |
| 5      | Italia           | 7   | 5       | 16     | 28     |
| 6      | Germania Ovest   | 7   | 5       | 7      | 19     |
| 7      | Spagna           | 6   | 2       | 0      | 8      |
| 8      | Gran Bretagna    | 5   | 2       | 1      | 8      |
| 9      | Svizzera         | 4   | 7       | 5      | 16     |
| 10     | Stati Uniti      | 3   | 2       | 5      | 10     |
| 11     | Australia        | 3   | 2       | 3      | 8      |
| 12     | Danimarca        | 1   | 1       | 0      | 2      |
| 13     | Austria          | 0   | 2       | 0      | 2      |
| 14     | Austria-Ungheria | 0   | 0       | 1      | 1      |
| Totale | Totale           | 87  | 84      | 86     | 257    |

| Pos. | Atleta            | Oro | Argento | Bronzo | Totale |
| ---- | ----------------- | --- | ------- | ------ | ------ |
| 1    | Guillermo Timoner | 6   | 2       | 0      | 8      |
| 2    | Cees Stam         | 3   | 3       | 2      | 8      |
| 3    | Wilfried Peffgen  | 3   | 3       | 1      | 7      |
| 4    | Victor Linart     | 3   | 2       | 2      | 7      |
| 5    | Bruno Vicino      | 3   | 1       | 2      | 6      |
| 6    | Leo Proost        | 3   | 1       | 1      | 5      |
| 7    | Georges Parent    | 3   | 0       | 1      | 4      |
| 8    | Adolf Verschueren | 3   | 0       | 0      | 3      |
| 9    | Theo Verschueren  | 2   | 3       | 0      | 5      |
| 10   | Danny Clark       | 2   | 2       | 1      | 5      |